# Paul de Wailly
Paul Louis Auguste Warnier de Wailly, né à Amiens le 16 mai 1854, mort à Paris 7e le 18 juin 1933, est un compositeur français.

## Biographie
Paul de Wailly grandit au château de Bagatelle à Abbeville. Il perd son père, officier de marine, à l'âge de sept ans. Il commence à composer à l'âge de 17 ans et devient l'élève de César Franck au Conservatoire de Paris. En 1900, il épouse Marthe du Mesnil de Maricourt (1870-1918).
Au début du XXe siècle, Paul de Wailly donne régulièrement des concerts au château de Bagatelle. Pendant la Première Guerre mondiale, il prend la direction de l'hôpital d'Abbeville. En 1921, avec Albert Laurent (d) (1885-1978), il fonde la « Société des amis de la musique » à Abbeville pour donner des conférences et organiser des concerts.
Paul de Wailly a créé des œuvres pour orchestre (dont plusieurs symphonies), de la musique de chambre (dont un quintette avec piano en fa mineur, op. 15 de 1895), des œuvres pour orgue et des compositions vocales. La majorité de ses compositions présentent des caractéristiques de la tradition romantique tardive de César Franck. Fervent adepte de la musique absolue dans le style classique, il s'oppose aux courants contemporains du début du XXe siècle, représentés notamment par Stravinski et Ravel. Cependant, il entretient toujours des amitiés avec des compositeurs modernes, dont Erik Satie, qu'il soutient un temps.
La plupart des œuvres de Paul de Wailly ont été composées entre 1870 et 1900 et publiées à Paris entre 1892 et 1930. Cependant, à la veille de la Première Guerre mondiale, son oratorio, L'Apôtre, est joué au Théâtre des Champs-Élysées les 19, 23 et 28 décembre 1924, mais l'accueil du public est mitigé. À l'exception des représentations à la Société nationale de musique, sa musique ne connaît pas un grand succès public en dehors d'un petit cercle d'amis. Cependant, il reçoit une critique plus favorable indiquant qu'il a été « fortement applaudi » lors d'une représentation de deux chansons avec orchestre en 1911.  
De plus, l'Aubade pour flûte, hautbois et clarinette reçoit un accueil positif lors de sa création par la Société moderne d'instruments à vent à Paris le 7 mars 1902, avec le célèbre flûtiste Georges Barrère.
Paul de Wailly meurt en 1933.

## Œuvres

### Instrumental
- Sonate pour violoncelle en ré majeur (vers 1879)
- Chanson (1878), Toujours, Chanson, et Li-taï-pé.
- Sérénade pour flûte et cordes, Op.25 (vers 1887)
- Quintette avec piano en fa mineur, op. 15 (1895)
- Aubade (1901, publié en 1906), pour flûte, hautbois et clarinette[8]
- 6 pièces pour deux violons et violoncelle (vers 1919)
- Octuor à vent en mi bémol majeur, op. 22 (vers 1929) pour flûte, hautbois, 2 clarinettes, trompette en ut, cor, 2 bassons
- Sous un balcon, sérénade pour orchestre de chambre

### Pour la voix
- Trois mélodies pour une voix avec accompagnement de piano, Op. 5 (1878)[9]
  - Toujours, Chanson et Li-taï-pé
- Deux mélodies avec orchestre[10]
  - Au Vaisseau
  - Sous un berceau de clématite

### Œuvres pour piano
- Prélude
- Hommage
- Mazurka
- Au bord de la mer
- Vieux souvenirs
- Capricieux
- En Hongrie (I et II)
- Incertitude

### Autres travaux
- L'Apôtre, (1924)
- Hilas, idylle antique, parole de Jean Lorrain
- Cantiques et chants divers en l'honneur de Saint Gilles (1896)